# Engineering an Empire

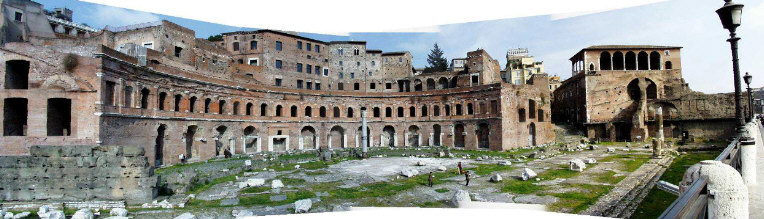
Panorama foto van de markten van Trajanus

Engineering an Empire is een televisieserie over hoe bouwkunde het bestaan van verschillende beschavingen mogelijk heeft gemaakt. De serie werd uitgezonden door History en gepresenteerd door Peter Weller.

## Afleveringen
In de serie kwamen de volgende beschavingen aan bod:
- Het Oude Rome
- Het Oude Egypte
- Het Oude Griekenland
- Het Griekenland van Alexander de Grote
- De Azteken
- Carthago
- De Maya's
- Het Keizerrijk Rusland
- Het Britse Rijk
- Het Perzische Rijk
- Het Chinees Keizerrijk
- Het Frankrijk van Napoleon
- Het Byzantijnse Rijk
- Het Italië van Leonardo da Vinci